# Волшебница Шалот (картина Уотерхауса)
«Волшебница Шалот» (англ. The Lady of Shalott) — одна из самых известных картин английского художника Джона Уильяма Уотерхауса, созданная в 1888 году. Это первая версия картины, посвящённая одноимённой поэме Альфреда Теннисона «Волшебница Шалот» (в России известна в переводе Бальмонта).

## Сюжет
В поэме Теннисона «Волшебница Шалот» рассказывается история девушки по имени Элейн, на которой лежит проклятье: она обязана оставаться в башне на острове Шалот и вечно ткать длинное полотно. Шалот расположен на реке, текущей в Камелот. Никто не знает про существование Элейн, потому что проклятье запрещает ей покидать башню и даже смотреть из окна. Взамен у неё в комнате висит огромное зеркало, в котором отражается окружающий мир, и девушка занимается тем, что ткёт гобелен, изображая на нём чудеса окружающего мира, которые ей удалось увидеть. Постепенно мир всё больше захватывает её, а одинокое сидение в башне утомляет. Однажды она видит в зеркале, как сэр Ланселот скачет в Камелот, и покидает комнату, чтобы поглядеть на него из окна. В ту же секунду исполняется проклятье, гобелен распутывается, а зеркало трескается.
Порвалась ткань с игрой огня,
Разбилось зеркало, звеня.
«Беда! Проклятье ждёт меня!» —
Воскликнула Шалот.
Элейн понимает, какой необдуманный поступок совершила, и бежит из башни. На берегу реки она находит лодку и записывает на ней своё имя. Она плывёт по реке и поёт печальную песню, но умирает прежде, чем доплывает до Камелота, где могла бы обрести счастье и любовь. Когда её находят жители, Ланселот дивится, что это за прекрасная женщина.

## Описание картины
Поэзия Теннисона была очень популярна среди прерафаэлитов, к которым примыкал Уотерхаус. Хотя в данном случае Теннисон пишет о трагической любви, художники (Холман Хант, Россетти, Артур Хьюз, Уотерхаус) всегда наполняли картины по «Волшебнице Шалот» своим смыслом и отражали мировоззрение людей Викторианской эпохи, избирая для иллюстрации разные сюжетные отрывки и по-разному интерпретируя статус женщины. Возрастала роль женщины как хранительницы домашнего очага, а прерафаэлиты, в то же время, показывали внутренний конфликт между частными, личными надеждами и общественными обязанностями женщин.
Уотерхаус изображает Волшебницу Шалот в тот момент, когда она уже сидит в лодке и держит в руках цепь, которая крепит лодку к берегу. Рядом лежит гобелен, когда-то являвшийся средоточием её жизни, а теперь забытый и частично погружённый в воду. Свечи и распятие делают лодку похожей на погребальную ладью, Элейн смотрит на них с грустным, одиноким и одновременно отчаявшимся выражением лица. В то время свечи символизировали жизнь, на картине две из них задуты. Автор намекает, что Элейн осталось жить совсем недолго. Рот девушки открыт: она поёт прощальную песню.
Пейзаж нарисован небрежно — Уотерхаус отступил от прерафаэлитских традиций, когда природа изображалась максимально достоверно и подробно.

## Позднейшие версии
- «Леди Шалот смотрит на Ланселота», 1894
- «„О, я от призраков — больна!“ — печалилась Шалот», 1911

Позднее Уотерхаус написал ещё две картины, посвящённые «Волшебнице Шалот». Вариант 1894 года называется «Леди Шалот смотрит на Ланселота» (англ. The Lady of Shalott Looking at Lancelot) и по композиции напоминает картину Холмана Ханта «Леди из Шалотта»: Элейн изображена в момент «падения». Девушка из окна своей башни смотрит на проезжающего рыцаря, нити гобелена замотаны вокруг колен. А за её спиной — треснувшее зеркало. Как и в версии 1888 года, Уотерхаус не винит женщину, отдавшуюся эмоциям, а сочувствует ей. Как писал Теннисон, «на её лице написано рождение любви к чему-то, чего она была столь долго лишена, и эта любовь вырывает её из мира теней и ведёт в мир реальный».
Картина 1915 года носит название «„О, я от призраков — больна!“ — печалилась Шалот» (англ. «I am Half-Sick of Shadows» said the Lady of Shalott). Название картины — цитата из баллады Теннисона. Вопреки сюжету произведения, Волшебница Шалот одета не в белое платье, а в ярко-красное, её фигура напоминает чувственную позу Марианы с картины Милле «Мариана» (1851). Комната освещена солнцем и нарисована в ярких тонах, в стиле ранних прерафаэлитов. Создаётся впечатление, что Элейн страдает от скуки, таким образом, очевидно, что рано или поздно она поддастся на искушение посмотреть на настоящий мир.

## Основа подделки
В начале 2000-х годов на реплике картины «Волшебница Шалот» была нанесена поддельная подпись Виктора Васнецова, после чего произведение было представлено как малоизвестная работа художника под названием «Княгиня Ольга»[значимость факта?].